# Jan Scherrer
Jan Scherrer, né le 11 juillet 1994 à Wildhaus-Alt Sankt Johann, est un snowboardeur suisse spécialisé dans les épreuves de half-pipe, de slopestyle et de big air.
Il remporte la médaille de bronze en Halfpipe aux Jeux olympiques d'hiver de 2022 en posant notamment le "Jan Tonic", une figure qu'il a lui-même créé.

## Palmarès

### Jeux olympiques
| Édition / Épreuve   | Half-pipe                           | Slopestyle |
| ------------------- | ----------------------------------- | ---------- |
| JO 2014 Sotchi      | 18e                                 | 19e        |
| JO 2018 Pyeongchang | 9e                                  |            |
| JO 2022 Pékin       | Médaille de bronze, Jeux olympiques |            |

### Championnats du monde
- Aspen - Mondiaux 2021 :
  -  Médaillé de bronze en half-pipe.
- Bakuriani - Mondiaux 2023 :
  -  Médaillé de bronze en half-pipe.

### Coupe du monde
- Meilleur classement en half-pipe : 14e en 2011.

Jan Scherrer en 2011

- 6 podiums dont 1 victoire.

| Saison / Épreuve | Half-pipe     |
| ---------------- | ------------- |
| 2018-2019        | Secret Garden |
| Total            | 1             |